# Walter Bortel
Walter Bortel (* 20. September 1926; † 19. Februar 2000) war ein österreichischer Radrennfahrer und nationaler Meister im Radsport.

## Sportliche Laufbahn
Bortel war im Bahnradsport und im Straßenradsport aktiv. Er startete bei den Olympischen Sommerspielen 1952 in Helsinki. Dort bestritt er drei Wettbewerbe. Im Tandemrennen blieb er mit Kurt Nemetz als Partner unplatziert. Er bestritt mit dem Vierer Österreichs die Mannschaftsverfolgung, sein Team blieb ohne Platzierung. Im olympischen Straßenrennen schied er beim Sieg von André Noyelle aus. Die Mannschaft Österreichs mit Arthur Mannsbarth und Franz Wimmer kam nicht in die Mannschaftswertung.
Er nahm auch an den Olympischen Sommerspielen 1956 in Melbourne teil. Im olympischen Straßenrennen schied er beim Sieg von Ercole Baldini aus. Die Mannschaft Österreichs kam nicht in die Mannschaftswertung. Auf der Bahn startete er in der Mannschaftsverfolgung, sein Team blieb dabei ohne Platzierung.
1957 gewann er die nationale Meisterschaft im Punktefahren über 25 Kilometer.